# Museum TV
Museum TV was een themakanaal via internet van de AVRO, en richtte zich vooral op kunst en cultuur. Museum TV was uitsluitend via internet te bekijken. Het kanaal is niet opgenomen in de bundel van digitale themakanalen van de NPO Nederland 24.